# Rudolf Zoder
Rudolf Zoder (* 18. Februar 1899 in Zerbst/Anhalt; † 21. März 1981 in Hildesheim) war ein deutscher Historiker und Archivar.

## Leben
Rudolf Zoder studierte an den Universitäten Halle a.d. Saale und Leipzig Geschichte, Kunstgeschichte und Germanistik und wurde 1921 promoviert. Anschließend arbeitete er am Historischen Seminar der Universität Leipzig. Ab 1924 war er Redakteur bei der Gerstenbergschen Zeitung in Hildesheim. Dort wurde er 1937 Leiter des Stadtarchivs und der Stadtbücherei (zuletzt mit dem Titel Archivoberrat). Im Zweiten Weltkrieg war er von 1939 bis 1941 und von 1944 bis 1945 als Soldat eingezogen. Unter seiner Leitung gelang es, die Archivbestände des Stadtarchivs Hildesheim auszulagern. 1949 wurde Zoder als Archivrat auf Lebenszeit und gehörte der Historischen Kommission für Niedersachsen sowie der Familienkundlichen Kommission Niedersachsens an.
Sein Nachlass liegt im Niedersächsischen Landesarchiv, Abteilung Wolfenbüttel.

## Ehrungen
- Niedersächsischer Verdienstorden

## Schriften (Auswahl)
- mit Johannes Heinrich Gebauer: Chronik der Stadt Hildesheim. Hübsch, Berlin 1936.
- Die niedersächsischen Meier. Eine sozial- und agrargeschichtliche Studie an Hand der Familiennamen auf -„meier“. In: Niedersächsisches Jahrbuch für Landesgeschichte. Bd. 23 (1951), S. 1–88.
- Neuer Führer durch Hildesheim: ein Handbuch für Fremde und Heimatfreunde. Gerstenberg, Hildesheim 1952.
- Die Hildesheimer Straßen. Gerstenberg Verlag, Hildesheim 1957.
- Hermann Roemer (1816–1894). In: Niedersächsische Lebensbilder. Bd. 3 (1957), S. 202–226.
- Hildesheim. Ein Führer durch die alte, neue Stadt. Das Handbuch für Fremde und Heimatfreunde. Gerstenberg, 4. Auflage, Hildesheim 1965.
- Familiennamen in Ostfalen. 2 Teile, Olms, Hildesheim 1968.